# Клуун, Рэй
Рэй Клуун (при рождении Рэймонд ван де Клундерт , нидерл. Raymond van de Klundert, Rau Kluun; род. 17 апреля 1964) — нидерландский писатель.

## Биография
Рэй родился 4 декабря 1964 года. Первый раз женился в 1995 году. В прошлом занимался маркетингом. Его жена Джудит умерла в возрасте 36 лет в 2000 году от рака груди. Клуун хотел выразить свои чувства, поэтому написал свой первый роман «Пока мы рядом» тремя годами позже, в 2003. Следующими его произведениями стали документальные романы «Помогите, моя жена беременна» и «Вдовец» (сиквел книги «Пока мы рядом»).

## Факты из жизни
- Написанная друзьями Рэймонда в последние дни перед смертью Джудит огромными буквами настенная надпись Carpe Diem, что в переводе с латинского означает, «бери день», «радуйся каждому дню», действительно украшает комнату Раймонда.
- Портрет нагой красавицы Джудит, снятый в самом начале её болезни, так и висит у него на стене.